# Diphyus nuncius
Diphyus nuncius är en stekelart som först beskrevs av Cresson 1877.  Diphyus nuncius ingår i släktet Diphyus och familjen brokparasitsteklar. Inga underarter finns listade i Catalogue of Life.